# Gravity Recovery and Climate Experiment
O Gravity Recovery and Climate Experiment - GRACE é um projeto conjunto entre a NASA dos Estados Unidos e o DLR da Alemanha. Tem como objetivos a obtenção de medidas precisas do campo gravitacional da Terra e também da sua variabilidade. A partir dos dados do GRACE podem ser feitas pesquisas, por exemplo, sobre águas subterrâneas, derretimento de geleiras e nível dos mares.
O lançamento da primeira missão foi em 17 de março de 2002. Após 15 anos de funcionamento, a NASA e o DLR se preparam para lançar a segunda missão entre dezembro de 2017 e fevereiro de 2018. A missão "GRACE Follow-On" irá dar continuidade a primeira missão .

## Características da órbita do GRACE
- I = 89.016° (Inclinação da órbita relativamente ao plano equatorial)
- h = 485 a 500 km (Altitude)
- a = 6849.898 km (Semi-eixo maior da órbita)
- e = 0.002857 (Excentricidade orbital)
- Vida útil prevista de 5 anos

O GRACE consiste em dois satélites, na mesma órbita, um perseguindo o outro a uma distância de 220 km. A intercomunicação entre os dois satélites é efetuada através de uma ligação na banda K no espectro das micro-ondas, permitindo medir distâncias e variações de distâncias entre os dois satélites com uma precisão de aproximadamente 1 micrómetro por segundo.
Devido à força causada pela resistência das partículas das altas camadas da atmosféricas, a altitude dos satélites irá decair ao longo do tempo. Os satélites serão mantidos, através de manobras programadas, à altura adequada e a uma distância de separação de 220±50 km durante a maior parte do período de vida esperado de cinco anos.

## Instrumentação de bordo
- Acelerómetro
- Sensor de altitude
- Recetor GPS
- Retrorreflector laser

## Observações
A partir das medidas do GRACE é possível determinar os comprimentos de onda do potencial gravitacional terrestre, com uma resolução de cerca de 170 km (nmáx~120). O correspondente valor do geoide para estes comprimentos de onda deverá ter uma precisão quase centimétrica. O GRACE permite também detetar variações temporais do campo gravítico. Para isso são geradas soluções mensais de modelos geopotenciais, a partir das quais pode ser estudada essa variação.

## Modelos geopotenciais gerados a partir de medidas GRACE
| Nome        | nmáx | número de coeficientes |
| GGM01S      | 120  | 7378                   |
| GGM01C      | 200  | 20298                  |
| GGM02S      | 160  | 13038                  |
| GGM02C      | 200  | 20298                  |
| EIGEN_GL04C | 360  | 65338(?)               |

## Descobertas
Em 2006 uma equipa de investigadores liderada por Ralph von Frese e Laramie Potts usaram os dados do GRACE para descobrir a cratera Wilkes Land de 480 km diâmetro na Antártida, que foi provavelmente formada há aproximadamente 250 milhões de anos.

## Outras aplicações
Os dados do GRACE também têm sido usados para analisar as derivas da crosta terrestre causadas pelo terremoto causador do tsunami do Índico de 2004.